# Feng Xiaoting
Feng Xiaoting (förenklad kinesiska: 冯潇霆; traditionell kinesiska: 馮瀟霆; pinyin: Féng Xiāotíng; född den 22 oktober 1985 i Dalian, Liaoning) är en kinesisk professionell fotbollsspelare. Sedan 2011 spelar han för den kinesiska klubben Guangzhou Evergrande i Chinese Super League.

## Klubbkarriär

### Sichuan Guancheng
Feng Xiaoting påbörjade sin professionella fotbollsskarriär i Sichuan Guancheng säsongen 2003 där han snabbt etablerade sig i startelvan. Trots sin unga ålder på 17 år så fick han även äran att bära kaptensbilden i flera matcher, vilket gjorde honom till den yngsta lagkaptenen i kinesisk professionell fotbollshistoria. Han fortsatte spela för klubben, men missade på grund av en skada den senare delen av säsongen 2004.

### Dalian Shide
Feng som var en lovande talang med erfarenhet från högsta ligan i Kina drog till sig uppmärksamhet från Dalian Shide och inför säsongen 2005 bytte han klubb till just Dalian Shide, trots att han fortfarande var skadad från säsongen innan och missade även här många matcher. Den senare halvan av säsongen var han dock vara tillbaka och blev en viktig spelare för laget när de spelade för guld i både ligan och den inhemska cupen, vilket laget lyckades med. Säsongerna efter det fick han dock lite speltid i laget och fick inte chansen att etablera sig i startelvan förrän Ji Mingyi lämnade laget under säsongen 2008.

### Daegu FC
Feng var under sommaren 2008 nära att skriva kontrakt med den Italienska klubben AC Siena. Deras klubbdirektör Manuel Gerolin hade tittat på Kinas alla matcher i olympiska spelen 2008 och var mycket imponerad av Feng, det blev dock aldrig någon övergång till klubben då det var förseningar med Fengs registrering. Då Fengs kontrakt var på väg att gå ut med Dalian Shide fick han istället erbjudanden från tre olika klubbar i den Sydkoreanska ligan K League. Till slut så skrev han på ett tvåårskontrakt med Daegu FC enligt bosmandomen.  Feng gjorde sin debut för Daegu den 22 mars 2009 mot Pohang Steelers efter att ha blivit inbytt i den 75:e minuten.

### Jeonbuk Motors
Den 29 januari 2010 skrev Feng på ett kontrakt med Jeonbuk Motors, återigen som bosman. I Jeonbuk bar han tröja nummer 15 och fick aldrig chansen att etablera sig i startelvan. Han fick endast spela 11 ligamatcher för klubben och klubben beslöt sig senare för att bryta kontraktet med Feng.

### Guangzhou Evergrande
Precis inför starten av säsongen 2011 skrev Feng kontrakt med Guangzhou Evergrande. Feng etablerade sig där direkt i startelvan och tillsammans med övriga i laget släppte man endast in 23 mål under hela säsongen. Guangzhou Evergrande blev den säsongen kinesiska mästare för första gången och man vann även den inhemska dubbeln då man även vann Chinese FA Cup. 

## Landslagskarriär
Som lovande talang kallades Feng till det kinesiska landslaget av tränaren Arie Haan, han fick spela sin debutmatch den 17 mars 2004 mot Burma i en 2–0-vinst. Förbundskaptenen som tog över Arie tyckte dock att Feng var för orutinerad för att få chansen att spela med seniorlaget. Istället blev han kallad till Kinas U-23-landslag som skulle deltaga i olympiska spelen 2008, där var han startspelare och bildade backpar med Li Weifeng, laget tog sig dock inte långt i turneringen utan slogs ut redan i gruppspelet.  Efter turneringen fick han dock återigen chansen i seniorlaget då han fick vara med och spela kvalspelet till VM 2010 den 6 februari mot Irak som slutade 1–1. Efter ett tag etablerade han sig i landslaget och vann med laget Östasiatiska mästerskapet 2010.

## Meriter

### Inom klubblag
- Dalian Shide

Chinese Super League: 2005
Chinese FA Cup: 2005
- Guangzhou Evergrande

Chinese Super League: 2011, 2012, 2013, 2014
Chinese FA Cup: 2012
Chinese FA Super Cup: Chinese FA Super Cup 2012
AFC Champions League: 2013

### Inom landslag
- Kina

Östasiatiska mästerskapet i fotboll: 2005, 2010